# Baureihe 627
De Baureihe 627 is een serie dieselhydraulische treinstellen voor het regionaal personenvervoer van de Deutsche Bundesbahn (DB).

## Geschiedenis
Het treinstel werd in de jaren 70 ontworpen voor de toenmalige Deutsche Bundesbahn (DB) door Bundesbahn-Zentralamt München samen met Waggonfabrik Uerdingen en Maschinenbau Kiel (MaK), ter vervanging van de Baureihe 795 en Baureihe 798 ook wel Uerdinger Schienenbus genoemd. Uit deze ontwikkeling is ook een motorwagen met twee stuurstanden als Baureihe 627 ontstaan. Tot een seriebouw van dit treintype is het niet gekomen. In de winter van 2005 / 2006 werden alle 13 treinen afgevoerd.

### 627.0
Vijf treinen werden gebouwd door Maschinenbau Kiel, werk Kiel en drie treinen werden gebouwd door Linke-Hofmann-Busch (LHB), werk Salzgitter.

### 627.1
Vijf treinen werden gebouwd door Maschinenbau Kiel, werk Kiel.

#### KM (Polen)
Op 1 januari 2005 begon Koleje Mazowieckie (KM) met regionaal personenvervoer rond Warschau. Voor de niet geëlektrificeerde trajecten werden 7 treinen van dit type als VT 627 van de DB overgenomen.

### Brand
Op 17 oktober 2005 werd door een brand in het Bahnbetriebswerk Neurenberg West het museumvoertuig de 627 001 van Verkehrsmuseum Nürnberg grotendeels beschadigd en daarna gesloopt.

## Constructie en techniek

### 627.0
Deze trein is opgebouwd uit een stalen frame van geprofileerde platen. De draaistellen zijn vervaardigd door Wegmann. De wielen hebben een kleinere diameter dan gebruikelijk. Van de treinen van serie 627.0 werden in 1984-85 de Scharfenbergkoppelingen vervangen door schroefkoppelingen. Deze treinen konden tot zes eenheden gecombineerd in treinschakeling rijden. De treinstellen waren uitgerust met luchtvering.

### 627.1
Het treinstel is van een schroefkoppeling voorzien. De treinen werden geleverd als motorwagen met hydraulische overbrenging. Deze treinen kunnen tot drie stuks gecombineerd rijden. De treinen zijn uitgerust met luchtvering.

## Treindiensten

### 627.0
De treinen werden door de Deutsche Bahn ingezet in de deelstaat Beieren op het traject:
- RB: Außerfernbahn, Garmisch-Partenkirchen - Kempten (Allgäu) Hbf

### 627.1
De treinen werden door de Deutsche Bahn ingezet op trajecten in de deelstaat Baden-Württemberg rond de stad Tübingen.

## Foto's

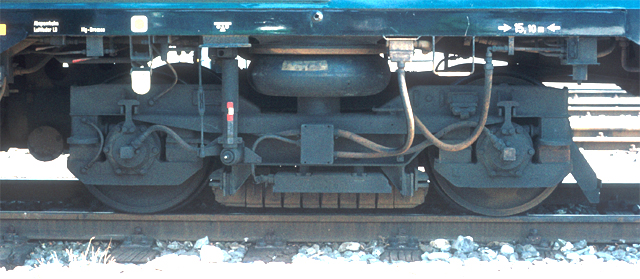
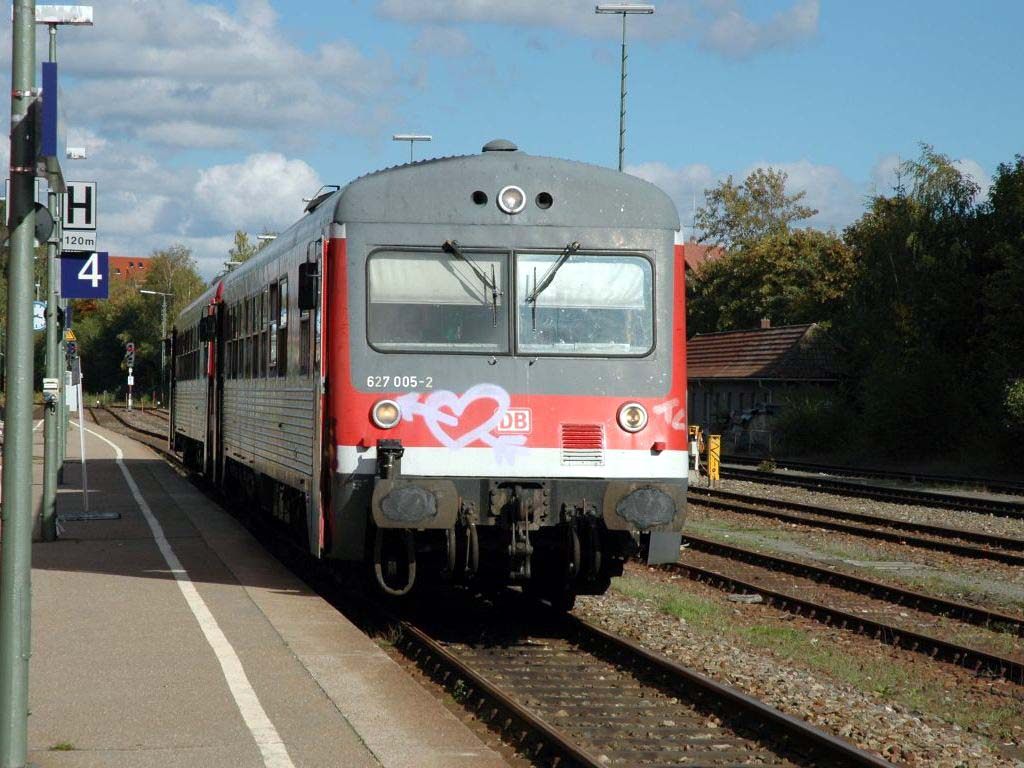
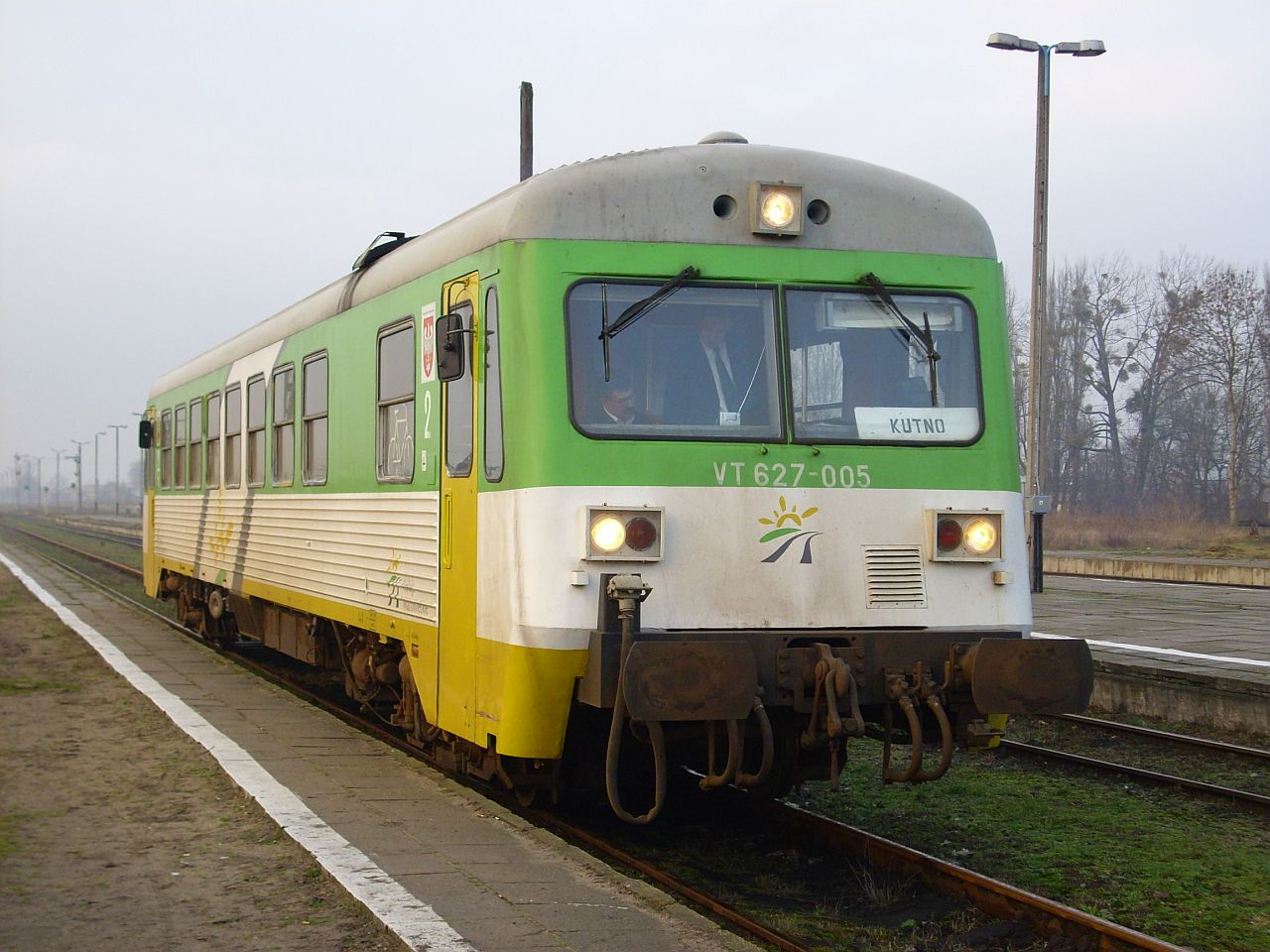

In dit overzicht staan eveneens treinen van de Deutsche Bundesbahn (DB) en van de Deutsche Reichsbahn (DR)